# Karl Lahner
Karl Lahner (* 16. Oktober 1842 in Wien; † 5. Juni 1927 ebenda) war ein österreichischer Bildhauer und Zeichner.
Lahner besuchte die Akademie der bildenden Künste Wien, wo er Schüler von Hanns Gasser und Franz Bauer war. Er schuf vor allem Porträtbüsten.

## Werke
- Luigi Cherubini, Porträtbüste, Wiener Staatsoper
- Cajetan von Felder, Porträtbüste
- Oreibasios, Figur am Naturhistorischen Museum, Wien
- Labetrunk-Brunnen, Wiener Stadtpark (1909; wurde nach Zerstörung 1950 neu geschaffen)